# Pavonia procumbens
Pavonia procumbens är en malvaväxtart som först beskrevs av Robert Wight och Arn., och fick sitt nu gällande namn av Wilhelm Gerhard Walpers. Pavonia procumbens ingår i släktet påfågelsmalvor, och familjen malvaväxter. Inga underarter finns listade i Catalogue of Life.